# Picea meyeri
Épicéa de Meyer
Espèce
Classification phylogénétique
Répartition géographique
Statut de conservation UICN

 NT  : Quasi menacé
Picea meyeri est un conifère de la famille des Pinacées. Il est originaire du Centre et du Nord de la Chine.

## Description
Picea meyeri a un port conique, peut atteindre 30 mètres de hauteur et avoir un tronc d'un diamètre allant de 60 cm à 1 mètre.
L'écorce évolue avec l'âge. Elle est d'abord gris-brun et lisse puis, en prenant de l'âge, l'écorce devient rugueuse et écailleuse. Les rameaux sont brun clair, raides, glabres ou pubescents.
Les bourgeons sont coniques, légèrement poilus, résineux, bruns et mesurant de 6 mm à 1 cm.
Les aiguilles sont légèrement courbées, de couleur glauque, disposées en spirales très serrées autour des rameaux, rabattues sur la fin des rameaux. Le sommet des aiguilles est émoussé ou pointu mais elles ne sont pas piquantes. Elles ont une section losangique. Elles mesurent de 1,25 à 3 cm de longueur pour 2 mm de largeur.
Les cônes mâles sont rougeâtres, mesurant de 2 à 2,5 cm de longueur et libèrent leurs pollens en avril.
Les cônes femelles sont d'abord verts ou rougeâtres et puis, deviennent brun-jaunâtre à brun-rougeâtre et luisants. Ils mesurent de 6 à 11 cm de longueur et sont constitués de nombreuses écailles dures, raides, obovales, entières ou parfois denticulées. Les cônes femelles sont oblongs cylindriques, sessiles ou retenus par un court pédoncule.

## Répartition et habitat

### Distribution
Picea meyeri pousse naturellement dans le Centre et le Nord de la Chine (Hubei, Mongolie-Intérieure, Shaanxi et Shanxi) à une altitude allant de 1600 jusqu'à 2700 mètres. Il a été introduit sur plusieurs continents où il pousse très bien.

### Exigences
Picea meyeri est très tolérant donc il peut pousser sur toutes terres et en plus, il est résistant aux maladies. Il est aussi rustique puisqu'il supporte très bien une température allant jusqu'à -23 °C.

## Utilisations
Picea meyeri est de plus en plus utilisé pour la reforestation ainsi que pour l'ornementation. Il est aussi utilisé dans le domaine de la construction.